# جیمز نیپیر رابرتسون
جیمز ویلیام نیپیر رابرتسون (به انگلیسی: James William Napier Robertson) (زاده ۲۴ مارس ۱۹۸۲) فیلم‌نامه‌نویس، کارگردان فیلم، بازیگر و تهیه‌کننده اهل نیوزیلند است که در سال ۲۰۰۹ فیلم (من هری جنسون نیستم) را نوشت و کارگردانی کرد و فیلم اسب سیاه در سال ۲۰۱۴ ساخت که برای این فیلم برنده بهترین کارگردانی، بهترین فیلمنامه و بهترین فیلم از سوی منتقدان نیوزلند شد. «که یکی از بهترین فیلم‌های نیوزلندی که تا کنون ساخته شده است». از دیگر آثار کارگردانی او می‌توان به فیلم جویکا (۲۰۲۳) اشاره کرد.